# Люджанська сільська рада
Люджанська сільська́ ра́да — колишній орган місцевого самоврядування у Тростянецькому районі Сумської області. Адміністративний центр — село Люджа.

## Загальні відомості
- Населення ради: 906 осіб (станом на 2001 рік)

## Населені пункти
Сільській раді підпорядковані населені пункти:
- с. Люджа

## Склад ради
Рада складалася з 12 депутатів та голови.
- Голова ради: Красніков Олег Григорович
- Секретар ради: Курмакова Людмила Олексіївна

### Керівний склад попередніх скликань
| Прізвище, ім'я, по батькові | Основні відомості                                                                                  | Дата обрання | Дата звільнення |
| --------------------------- | -------------------------------------------------------------------------------------------------- | ------------ | --------------- |
| Лучанінов Іван Пантелійович | Сільський голова, 1954 року народження, безпартійний                                               | 26.03.2006   | 31.10.2010      |
| Красніков Олег Григорович   | Сільський голова, 1971 року народження, освіта незакінчена вища, член Комуністичної партії України | 31.10.2010   |                 |

Примітка: таблиця складена за даними сайту Верховної Ради України